# Archepsilonema bathycolum
Archepsilonema bathycolum är en rundmaskart som beskrevs av Steiner 1931. Archepsilonema bathycolum ingår i släktet Archepsilonema och familjen Epsilonematidae. Inga underarter finns listade i Catalogue of Life.